# El Hatillo (paroisse civile)
Pour les articles homonymes, voir Hatillo.
El Hatillo est l'unique paroisse civile de la municipalité d'El Hatillo dans l'État de Miranda au Venezuela. Sa capitale est El Hatillo, chef-lieu de la municipalité, qui constitue l'un des quartiers orientaux de la capitale Caracas. En 2011, sa population s'élève à 58 156 habitants.

## Géographie

### Démographie
Hormis sa capitale El Hatillo qui fut fondée indépendamment en 1784 et qui constitue de facto l'un des quartiers de la capitale Caracas, la paroisse civile possède plusieurs localités ou quartiers distincts :
- Alto Hatillo
- Caicaguana
- Catacaguana
- Cerro Verde
- El Hatillo
- Gavilán
- La Boyera
- La Montaña
- La Unión
- Las Marías
- Los Naranjos
- Margarita
- Oripoto
- Sabaneta
- Turgua